# Justin Time Records
Justin Time Records ist ein  kanadisches Jazz- und Blues-Plattenlabel, das 1983 gegründet wurde.
Das in Montreal ansässige Schallplattenlabel Justin Time Records, Inc. wurde 1983 gegründet und hat sich seitdem auf Jazz- und Blues-Musik spezialisiert. Die erste Veröffentlichung war eine LP des kanadischen Pianisten Oliver Jones, gefolgt von Aufnahmen von Miroslav Vitouš, Bob Mover, Sonny Greenwich und Pat LaBarbera. Auf dem Label erschienen ferner Alben von Billy Bang, Ed Bickert, Paul Bley, Jeri Brown, Hamiet Bluiett, James Cotton, D. D. Jackson, Jan Jarczyk, Ingrid Jensen, Sheila Jordan, Diana Krall, Oliver Lake, Carmen Lundy, Curtis Lundy, Michael Marcus/Jaki Byard, David Murray, Hugh Ragin, John Stetch und des World Saxophone Quartet.

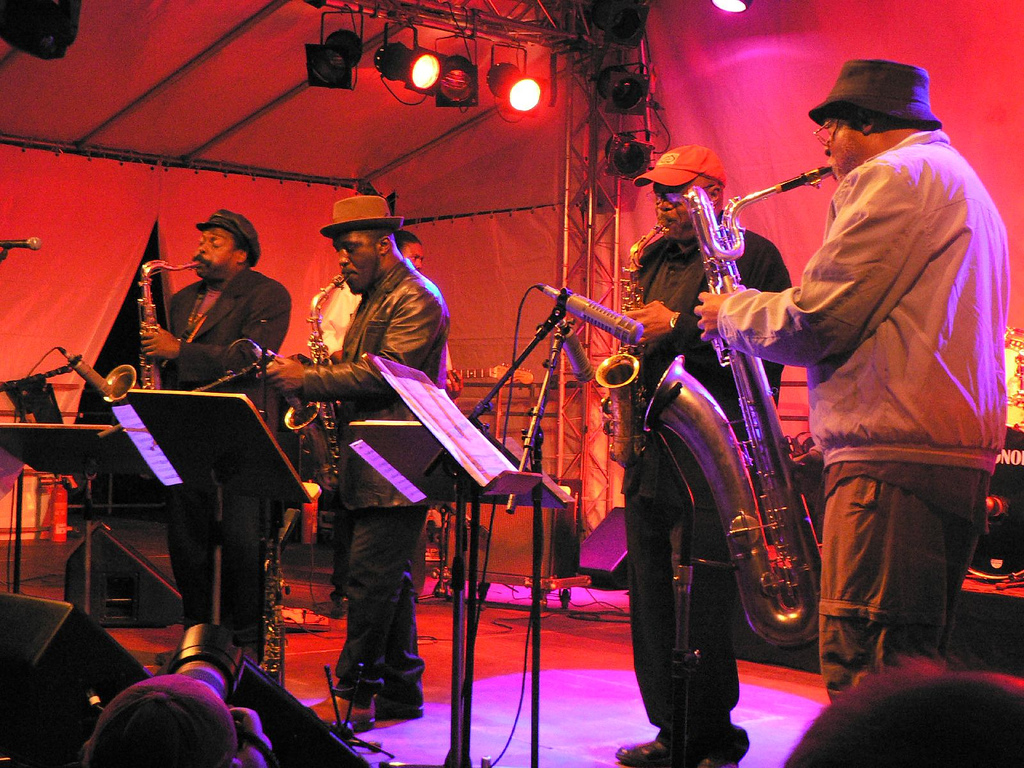
World Saxophone Quartet 2007

## Ausgewählte Alben
- Billy Bang: Vietnam – The Aftermath (2001)
- Paul Bley: Solo (1987)
- Hamiet Bluiett: Same Space (1997)
- D.D. Jackson: Paired Down: Volume 1 & 2 (1996/97)
- Oliver Jones: Just in Time (1997)
- Curtis Lundy: Against All Odds (1999)
- David Murray: Now Is Another Time (2002)
- Hugh Ragin: Revelation (2004)
- World Saxophon Quartet: Selim Sivad: A Tribute to Miles Davis (1999)